# Kribelum

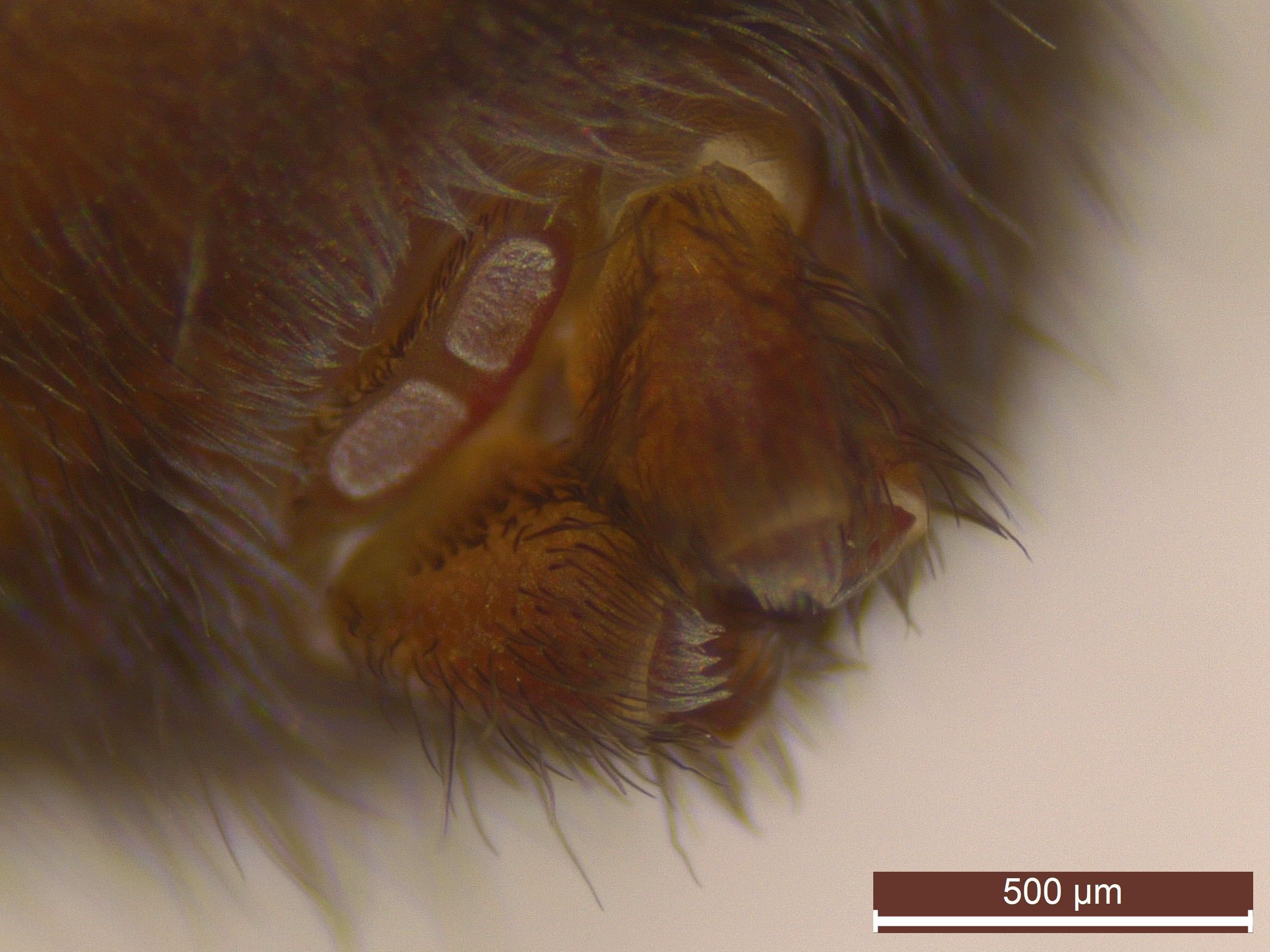
Kribelum – Cedivka podkorní

Kribelum (lat. cribellum) je struktura na zadečku některých skupin pavouků, je součástí jejich snovacího aparátu. Obecně se tímto slovem označují jemně perforované části těl různých živočichů (cribellum = sítko). Česká jména čeledí cedivek a cediveček vznikla podle podobnosti kribela se sítkem, tedy cedníčkem.

## Popis a funkce
Kribelum je umístěné na místě předního středního páru snovacích bradavek, tento pár kribelátním pavoukům chybí a je nahrazen právě kribelem. Je to příčná destička, někdy rozdělená na dvě, opatřená velkým množstvím mikroskopických vývodů jednobuněčných kribelových žláz. Počet žláz na kribelu se počítá na stovky až desetitisíce. Ty produkují ultrajemná vlákna, nazývaná kribelové vlášení. Tloušťka vláken produkovaných kribelem je asi 500× menší než tloušťka běžných pavoučích vláken a dosahuje asi 15–30 nm (nanometrů tj. 0,000 015–0,000 030 mm). Tato vlákna pavouk vyčesává hřebínkovitým útvarem na čtvrtém páru nohou zvaným kalamistrum. Při vyčesávání je kribelové vlášení nanášeno na běžná nosná vlákna pavučiny. Pavučina opatřená kribelovým vlášením má modravý nádech. Kribelové vlášení významně zvyšuje přilnavost pavučiny k povrchovým strukturám hmyzu, to je způsobeno zejména působením Van der Waalsových sil (statické elektřiny), které na ultrajemnou strukturu působí velice silně. Výhodou kribelového vlášení je i to, že na rozdíl od lepivých kapiček, jaké vytváří např. křižáci, nevysychá a neztrácí svoji lapací schopnost. Pavouk je tedy nemusí tak často obnovovat.
U některých dospělých samců v posledním instaru kribelum (i kalamistrum) zaniká a vypadá jako kolulus.

## Kalamistrum a kolulus

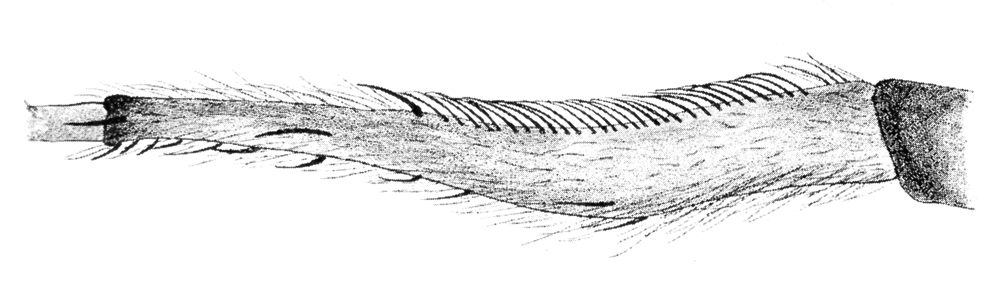
Kalamistrum

Kalamistrum je útvar podobný hřebínku na metatarzu 4. páru noh. Je tvořeno řadou stejně dlouhých a stejně prohnutých brv. Pavouk vyčesává kribelové vlášení střídavě oběma nohama a přitlačuje je na nosná vlákna za použití vláken z malých ampulovitých žláz ze zadních středních bradavek. Kalamistrum mají pouze pavouci, kteří mají kribelum.
Kolulus je čípkovitý útvar některých pavouků, umístěný na místě kribela. Jeho funkce není objasněna. Mezi arachnology převládá názor, že kolulus vzniká druhotně zánikem kribela, ale některé studie na základě ontogeneze raných instarů usuzují na to, že prvotně vznikl kolulus přeměnou z prvního středního páru snovacích bradavek a teprve druhotně vzniklo na místě kolulu kribelum.

## Kribelum u různých skupin pavouků
Řád pavouků se dělí na tři podřády.

### Sklípkoši
jsou vývojově nejstarší skupinou pavouků, mají snovací aparát složený nejčastěji ze čtyř párů snovacích bradavek (někteří mají i nepárové bradavky), ale kribelum u nich chybí. Nevyskytují se v ČR.

### Sklípkani
jsou vývojově mladší než sklípkoši a chybí jim přední střední bradavky. Sklípkani mají nejvýše tři páry snovacích bradavek a nemají kribelum. V ČR jsou zastoupeni čeledí sklípkánků.

### Dvouplicní
jsou nejmladším podřádem pavouků, mají nejvýše tři páry snovacích bradavek, přední střední pár bývá u některých nahrazen kribelem, nebo kolulem.
Podle toho, zda mají kribelum, se celý podřád dělí na pavouky kribelátní a ekribelátní. Jedná se však pouze o pomocné dělení podle přítomnosti, či nepřítomnosti kribela. Taxonomicky je podřád klasicky dělen na čeledě. Některé čeledě dvouplicních jsou převážně kribelátní a ostatní jsou ekribelátní, ovšem v jejich rámci existují výjimky u druhů i rodů.
V ČR mají kribelum pavouci těchto čeledí: cedivky, cedivečky, teplomilové, pakřižáci a stepníci.